# Tarsius fuscus
Tarsius fuscus is een zoogdier uit de familie van de spookdiertjes (Tarsiidae). De wetenschappelijke naam van de soort werd voor het eerst geldig gepubliceerd door Johann Gotthelf Fischer von Waldheim in 1804. Deze soort werd lange tijd als synoniem van het Celebesspookdier gerekend. 

## Leefgebied
T. fuscus komt voor op het zuidwestelijke schiereiland van Sulawesi, nabij Makassar.